# Eliminatoria a la Eurocopa Sub-17 2002
La Eliminatoria a la Eurocopa Sub-17 2002 contó con la participación de 47 selecciones infantiles de Europa para definir a los 15 clasificados al torneo continental a celebrarse en Dinamarca junto al país anfitrión.

## Grupo 1
Los partidos se jugaron en Dublín, República de Irlanda del 4 al 8 de marzo de 2002.
| País       | J | G | E | P | GF | GC | Pts |
| ---------- | - | - | - | - | -- | -- | --- |
| Yugoslavia | 3 | 3 | 0 | 0 | 9  | 1  | 9   |
| Irlanda    | 3 | 2 | 0 | 1 | 8  | 2  | 6   |
| Eslovenia  | 3 | 1 | 0 | 2 | 1  | 6  | 3   |
| Chipre     | 3 | 0 | 0 | 3 | 0  | 9  | 0   |

| Equipo 1   | Resultado | Equipo 2   |
| ---------- | --------- | ---------- |
| Eslovenia  | 0-3       | Yugoslavia |
| Irlanda    | 4-0       | Chipre     |
| Eslovenia  | 0-3       | Irlanda    |
| Yugoslavia | 4-0       | Chipre     |
| Chipre     | 0-1       | Eslovenia  |
| Irlanda    | 1-2       | Yugoslavia |

## Grupo 2
Los partidos se jugaron en Eslovaquia del 29 de setiembre al 3 de octubre.
| País            | J | G | E | P | GF | GC | Pts |
| --------------- | - | - | - | - | -- | -- | --- |
| República Checa | 3 | 2 | 1 | 0 | 12 | 2  | 7   |
| Bélgica         | 3 | 2 | 0 | 1 | 4  | 3  | 6   |
| Eslovaquia      | 3 | 1 | 1 | 1 | 6  | 4  | 4   |
| Luxemburgo      | 3 | 0 | 0 | 3 | 1  | 14 | 0   |

| Equipo 1        | Resultado | Equipo 2        |
| --------------- | --------- | --------------- |
| Bélgica         | 0-3       | República Checa |
| Eslovaquia      | 4-1       | Luxemburgo      |
| Bélgica         | 1-0       | Eslovaquia      |
| República Checa | 7-0       | Luxemburgo      |
| Luxemburgo      | 0-3       | Bélgica         |
| Eslovaquia      | 2-2       | República Checa |

## Grupo 3
Los partidos se jugaron en España del 5 al 9 de marzo de 2002.
| País      | J | G | E | P | GF | GC | Pts |
| --------- | - | - | - | - | -- | -- | --- |
| España    | 2 | 2 | 0 | 0 | 4  | 2  | 6   |
| Macedonia | 2 | 0 | 1 | 1 | 3  | 4  | 1   |
| Austria   | 2 | 0 | 1 | 1 | 1  | 2  | 1   |

| Equipo 1  | Resultado | Equipo 2  |
| --------- | --------- | --------- |
| Austria   | 0-1       | España    |
| Macedonia | 1-1       | Austria   |
| España    | 3-2       | Macedonia |

## Grupo 4
Los partidos se jugaron en Andorra la Vieja, Andorra del 4 al 8 de marzo de 2002.
| País       | J | G | E | P | GF | GC | Pts |
| ---------- | - | - | - | - | -- | -- | --- |
| Portugal   | 2 | 2 | 0 | 0 | 6  | 0  | 6   |
| San Marino | 2 | 1 | 0 | 1 | 2  | 3  | 3   |
| Andorra    | 2 | 0 | 0 | 2 | 1  | 6  | 0   |

| Equipo 1   | Resultado | Equipo 2   |
| ---------- | --------- | ---------- |
| Andorra    | 1-2       | San Marino |
| San Marino | 0-2       | Portugal   |
| Portugal   | 4-0       | Andorra    |

## Grupo 5
Los partidos se jugaron en Liechtenstein del 26 al 30 de noviembre.
| País          | J | G | E | P | GF | GC | Pts |
| ------------- | - | - | - | - | -- | -- | --- |
| Países Bajos  | 2 | 2 | 0 | 0 | 8  | 0  | 6   |
| Bielorrusia   | 2 | 1 | 0 | 1 | 2  | 6  | 3   |
| Liechtenstein | 2 | 0 | 0 | 2 | 1  | 5  | 0   |

| Equipo 1      | Resultado | Equipo 2      |
| ------------- | --------- | ------------- |
| Liechtenstein | 1-2       | Bielorrusia   |
| Países Bajos  | 3-0       | Liechtenstein |
| Bielorrusia   | 0-5       | Países Bajos  |

## Grupo 6
Los partidos se jugaron en Hungría del 24 al 28 de setiembre.
| País       | J | G | E | P | GF | GC | Pts |
| ---------- | - | - | - | - | -- | -- | --- |
| Hungría    | 3 | 2 | 1 | 0 | 9  | 2  | 7   |
| Croacia    | 3 | 2 | 1 | 0 | 8  | 3  | 7   |
| Azerbaiyán | 3 | 1 | 0 | 2 | 4  | 9  | 3   |
| Albania    | 3 | 0 | 0 | 3 | 4  | 11 | 0   |

| Equipo 1   | Resultado | Equipo 2   |
| ---------- | --------- | ---------- |
| Croacia    | 5-2       | Albania    |
| Hungría    | 5-1       | Azerbaiyán |
| Azerbaiyán | 3-2       | Albania    |
| Hungría    | 1-1       | Croacia    |
| Albania    | 0-3       | Hungría    |
| Azerbaiyán | 0-2       | Croacia    |

## Grupo 7
Los partidos se jugaron en Bulgaria del 14 al 18 de octubre.
| País     | J | G | E | P | GF | GC | Pts |
| -------- | - | - | - | - | -- | -- | --- |
| Francia  | 3 | 3 | 0 | 0 | 6  | 2  | 9   |
| Bulgaria | 3 | 2 | 0 | 1 | 5  | 2  | 6   |
| Rumania  | 3 | 1 | 0 | 2 | 3  | 3  | 3   |
| Grecia   | 3 | 0 | 0 | 3 | 1  | 8  | 0   |

| Equipo 1 | Resultado | Equipo 2 |
| -------- | --------- | -------- |
| Rumania  | 0-1       | Bulgaria |
| Francia  | 2-1       | Grecia   |
| Grecia   | 0-3       | Bulgaria |
| Francia  | 2-0       | Rumania  |
| Bulgaria | 1-2       | Francia  |
| Grecia   | 0-3       | Rumania  |

## Grupo 8
Los partidos se jugaron en Kiev, Ucrania del 25 al 29 de setiembre.
| País    | J | G | E | P | GF | GC | Pts |
| ------- | - | - | - | - | -- | -- | --- |
| Ucrania | 2 | 2 | 0 | 0 | 6  | 3  | 6   |
| Italia  | 2 | 0 | 1 | 1 | 4  | 5  | 1   |
| Turquía | 2 | 0 | 1 | 1 | 5  | 7  | 1   |

| Equipo 1 | Resultado | Equipo 2 |
| -------- | --------- | -------- |
| Ucrania  | 2-1       | Italia   |
| Italia   | 3-3       | Turquía  |
| Turquía  | 2-4       | Ucrania  |

## Grupo 9
Los partidos se jugaron en Ararat, Armenia del 5 al 9 de marzo de 2002.
| País     | J | G | E | P | GF | GC | Pts |
| -------- | - | - | - | - | -- | -- | --- |
| Moldavia | 2 | 2 | 0 | 0 | 4  | 1  | 6   |
| Malta    | 2 | 1 | 0 | 1 | 1  | 2  | 3   |
| Armenia  | 2 | 0 | 0 | 2 | 1  | 3  | 0   |

| Equipo 1 | Resultado | Equipo 2 |
| -------- | --------- | -------- |
| Armenia  | 0-1       | Malta    |
| Malta    | 0-2       | Moldavia |
| Moldavia | 2-1       | Armenia  |

## Grupo 10
Los partidos se jugaron en Tbilisi, Georgia del 15 al 19 de octubre.
| País                 | J | G | E | P | GF | GC | Pts |
| -------------------- | - | - | - | - | -- | -- | --- |
| Georgia              | 2 | 2 | 0 | 0 | 3  | 0  | 6   |
| Israel               | 2 | 0 | 1 | 1 | 0  | 1  | 1   |
| Bosnia y Herzegovina | 2 | 0 | 1 | 1 | 0  | 2  | 1   |

| Equipo 1             | Resultado | Equipo 2             |
| -------------------- | --------- | -------------------- |
| Georgia              | 2-0       | Bosnia y Herzegovina |
| Bosnia y Herzegovina | 0-0       | Israel               |
| Israel               | 0-1       | Georgia              |

## Grupo 11
Los partidos se jugaron en Tallin, Estonia del 26 al 30 de setiembre.
| País     | J | G | E | P | GF | GC | Pts |
| -------- | - | - | - | - | -- | -- | --- |
| Polonia  | 3 | 3 | 0 | 0 | 7  | 1  | 9   |
| Islandia | 3 | 2 | 0 | 1 | 7  | 3  | 6   |
| Noruega  | 3 | 1 | 0 | 2 | 8  | 7  | 3   |
| Estonia  | 3 | 0 | 0 | 3 | 0  | 11 | 0   |

| Equipo 1 | Resultado | Equipo 2 |
| -------- | --------- | -------- |
| Estonia  | 0-4       | Islandia |
| Noruega  | 1-4       | Polonia  |
| Polonia  | 2-0       | Islandia |
| Noruega  | 6-0       | Estonia  |
| Islandia | 3-1       | Noruega  |
| Estonia  | 0-1       | Polonia  |

## Grupo 12
Los partidos se jugaron en Suiza del 15 al 19 de octubre.
| País        | J | G | E | P | GF | GC | Pts |
| ----------- | - | - | - | - | -- | -- | --- |
| Suiza       | 2 | 2 | 0 | 0 | 10 | 0  | 6   |
| Gales       | 2 | 0 | 1 | 1 | 1  | 4  | 1   |
| Islas Feroe | 2 | 0 | 1 | 1 | 1  | 8  | 1   |

| Equipo 1    | Resultado | Equipo 2    |
| ----------- | --------- | ----------- |
| Gales       | 0-3       | Suiza       |
| Islas Feroe | 1-1       | Gales       |
| Suiza       | 7-0       | Islas Feroe |

## Grupo 13
Los partidos se jugaron en Inglaterra del 6 al 10 de marzo de 2002.
| País       | J | G | E | P | GF | GC | Pts |
| ---------- | - | - | - | - | -- | -- | --- |
| Inglaterra | 2 | 2 | 0 | 0 | 7  | 1  | 6   |
| Escocia    | 2 | 1 | 0 | 1 | 4  | 4  | 3   |
| Lituania   | 2 | 0 | 0 | 2 | 1  | 7  | 0   |

| Equipo 1   | Resultado | Equipo 2   |
| ---------- | --------- | ---------- |
| Escocia    | 1-3       | Inglaterra |
| Lituania   | 1-3       | Escocia    |
| Inglaterra | 4-0       | Lituania   |

## Grupo 14
| País              | J | G | E | P | GF | GC | Pts |
| ----------------- | - | - | - | - | -- | -- | --- |
| Alemania          | 4 | 4 | 0 | 0 | 11 | 3  | 12  |
| Rusia             | 4 | 2 | 0 | 2 | 9  | 10 | 6   |
| Irlanda del Norte | 4 | 0 | 0 | 4 | 4  | 11 | 0   |

| Equipo 1          | Resultado | Equipo 2          |
| ----------------- | --------- | ----------------- |
| Irlanda del Norte | 3-5       | Rusia             |
| Rusia             | 1-5       | Alemania          |
| Rusia             | 2-0       | Irlanda del Norte |
| Alemania          | 2-1       | Irlanda del Norte |
| Alemania          | 2-1       | Rusia             |
| Irlanda del Norte | 0-2       | Alemania          |

## Grupo 15
Los partidos se jugaron en Riga, Letonia del 10 al 14 de octubre.
| País      | J | G | E | P | GF | GC | Pts |
| --------- | - | - | - | - | -- | -- | --- |
| Finlandia | 2 | 1 | 1 | 0 | 3  | 1  | 4   |
| Letonia   | 2 | 1 | 1 | 0 | 2  | 1  | 4   |
| Suecia    | 2 | 0 | 0 | 2 | 0  | 3  | 0   |

| Equipo 1  | Resultado | Equipo 2  |
| --------- | --------- | --------- |
| Letonia   | 1-0       | Suecia    |
| Suecia    | 0-2       | Finlandia |
| Finlandia | 1-1       | Letonia   |